# Nocloa rivulosa
Nocloa rivulosa är en fjärilsart som beskrevs av Smith 1906. Nocloa rivulosa ingår i släktet Nocloa och familjen nattflyn. Inga underarter finns listade i Catalogue of Life.